# Meindert van Buuren
Meindert van Buuren (ur. 5 stycznia 1995 roku w Rockanje) – holenderski kierowca wyścigowy.

## Życiorys

### Formuła Renault 2.0
Van Buuren zadebiutował w wyścigach samochodów jednomiejscowych w 2011 roku. Dołączył on wówczas do stawki Północnoeuropejskiego Pucharu Formuły Renault 2.0. W zespole Van Amersfoort Racing wystartował on w 17 wyścigach. Z dorobkiem 85 punktów uplasował się na 21 pozycji w klasyfikacji generalnej. W kolejnym sezonie startów w tej serii Holender zmienił ekipę na MP Manor Motorsport. W ciągu dwudziestu wyścigów Meindert stanął raz na podium i z wynikiem 161 punktów ukończył zmagania na 11 lokacie.
W sezonie 2011 van Buuren wystartował w Europejskim Pucharze Formuły Renault 2.0 w ekipie Manor MP Motorsport. Nie zdołał zdobyć punktów i zakończył sezon na 32 lokacie.

### Auto GP World Series
Na sezon 2013 Holender podpisał kontrakt z zespołem Manor MP Motorsport na starty w Auto GP World Series. Podczas drugiego wyścigu na torze Donington Park stanął na drugim stopniu podium. Z dorobkiem 57 punktów uplasował się na dziewiątej pozycji w klasyfikacji generalnej.

### Formuła Renault 3.5
W sezonie 2014 van Buuren podpisał kontrakt z hiszpańską ekipą Pons Racing na starty w prestiżowej Formule Renault 3.5. W ciągu siedemnastu wyścigów, w których wystartował, uzbierał łącznie 21 punktów, co dało mu dziewiętnaste miejsce w końcowej klasyfikacji kierowców.
W kolejnym roku nawiązał współpracę z Lotusem. Holender zaliczył bardzo udaną rundę na hiszpańskim torze Alcaniz, gdzie dojechał odpowiednio na piątej i szóstej, mając przy tym szansę na wywalczenie podium. W pierwszym starcie uzyskał najszybszy czas okrążenia wyścigu. Kolejne trzy eliminacje nie były już jednak tak udane. Zarówno na belgijskim torze Spa-Francorchamps, jak i węgierskim Hungaroringu, zdobył zaledwie jeden punkt za dziesiątą lokatę. Na kolejną rundę na austriackim Red Bull Ringu przeniósł się do hiszpańskiej ekipy Pons Racing. Obu wyścigów jednak nie ukończył. Był to jego ostatni start w tej serii w tym sezonie.

### Seria GP2
W roku 2015 zaliczył jednorazowy występ w serii GP2. Reprezentując barwy holenderskiej ekipy MP Motorsport na włoskim torze Autodromo Nazionale di Monza, pierwszego wyścigu nie ukończył, natomiast w drugim po problemach technicznych nawet nie wystartował.

### Renault Sport Trophy
W 2015 roku wystartował w ostatniej rundzie sezonu Renault Trophy na hiszpańskim torze Jerez de la Frontera. W barwach ekipy V8 Racing wyścigi zakończył odpowiednio na jedenastej i dziesiątej lokacie (siódmej w klasie "Endurance"). 

## Wyniki

### GP2
| Legenda oznaczeń w tabelach wyników Wyświetl szablon na nowej stronie | Legenda oznaczeń w tabelach wyników Wyświetl szablon na nowej stronie                                                                     |
| Oznaczenie                                                            | Wyjaśnienie |
| --------------------------------------------------------------------- | --- |
| Złoty                                                                 | Zwycięzca lub mistrzostwo |
| Srebrny                                                               | 2. miejsce lub wicemistrzostwo |
| Brązowy                                                               | 3. miejsce lub II wicemistrzostwo |
| Zielony                                                               | Ukończył, punktował (w klasyfikacji generalnej, gdy zdobył co najmniej jeden punkt na przestrzeni sezonu, poza trzema powyższymi opcjami) |
| Niebieski                                                             | Ukończył, nie punktował (w klasyfikacji generalnej, gdy nie zdobył co najmniej jednego punktu na przestrzeni sezonu)                      |
| Czerwony                                                              | Nie zakwalifikował się (NZ) |
| Czerwony                                                              | Nie prekwalifikował się (NPK) |
| Różowy                                                                | Nie ukończył (NU) |
| Różowy                                                                | Niesklasyfikowany (NS) (w klasyfikacji generalnej, gdy nie został sklasyfikowany w żadnym wyścigu sezonu)                                 |
| Czarny                                                                | Zdyskwalifikowany (DK) |
| Czarny                                                                | Wykluczony (WYK/EX) |
| Biały                                                                 | Nie wystartował (NW) |
| Biały                                                                 | Kontuzjowany (K/INJ) |
| Biały                                                                 | Wyścig odwołany (OD/C) |
| Bez koloru                                                            | Został wycofany (WYC/WD) |
| Bez koloru                                                            | Nie przybył (NP/DNA) |
| Bez koloru                                                            | Nie brał udziału w treningach (NT/DNP) |
| Bez koloru                                                            | Nie został zgłoszony (–) |
| Pogrubienie                                                           | Start z pole position |
| Kursywa                                                               | Najszybsze okrążenie wyścigu |
| †                                                                     | Nie ukończył, ale jego rezultat został zaliczony ze względu na przejechanie więcej niż 90% dystansu wyścigu.                              |
| *                                                                     | Sezon w trakcie |
| 1/2/3                                                                 | Punktowana pozycja w sprincie kwalifikacyjnym                                                                                             |
| Lista systemów punktacji Formuły 1                                    | |

| Rok  | Zespół        | Wyniki w poszczególnych eliminacjach | Wyniki w poszczególnych eliminacjach | Wyniki w poszczególnych eliminacjach | Wyniki w poszczególnych eliminacjach | Wyniki w poszczególnych eliminacjach | Wyniki w poszczególnych eliminacjach | Wyniki w poszczególnych eliminacjach | Wyniki w poszczególnych eliminacjach | Wyniki w poszczególnych eliminacjach | Wyniki w poszczególnych eliminacjach | Wyniki w poszczególnych eliminacjach | Wyniki w poszczególnych eliminacjach | Wyniki w poszczególnych eliminacjach | Wyniki w poszczególnych eliminacjach | Wyniki w poszczególnych eliminacjach | Wyniki w poszczególnych eliminacjach | Wyniki w poszczególnych eliminacjach | Wyniki w poszczególnych eliminacjach | Wyniki w poszczególnych eliminacjach | Wyniki w poszczególnych eliminacjach | Wyniki w poszczególnych eliminacjach | Punkty | Pozycja |
| ---- | ------------- | ------------------------------------ | ------------------------------------ | ------------------------------------ | ------------------------------------ | ------------------------------------ | ------------------------------------ | ------------------------------------ | ------------------------------------ | ------------------------------------ | ------------------------------------ | ------------------------------------ | ------------------------------------ | ------------------------------------ | ------------------------------------ | ------------------------------------ | ------------------------------------ | ------------------------------------ | ------------------------------------ | ------------------------------------ | ------------------------------------ | ------------------------------------ | ------ | ------- |
| 2015 | MP Motorsport | BHR                                  | BHR                                  | ESP                                  | ESP                                  | MON                                  | MON                                  | AUT                                  | AUT                                  | GBR                                  | GBR                                  | HUN                                  | HUN                                  | BEL                                  | BEL                                  | ITA                                  | ITA                                  | RUS                                  | RUS                                  | BHR                                  | BHR                                  | ARE                                  | –      | NS      |
| 2015 | MP Motorsport | –                                    | –                                    | –                                    | –                                    | –                                    | –                                    | –                                    | –                                    | –                                    | –                                    | –                                    | –                                    | –                                    | –                                    | NU                                   | NW                                   | –                                    | –                                    | –                                    | –                                    | –                                    | –      | NS      |

### Formuła Renault 3.5
| Legenda oznaczeń w tabelach wyników Wyświetl szablon na nowej stronie | Legenda oznaczeń w tabelach wyników Wyświetl szablon na nowej stronie                                                                     |
| Oznaczenie                                                            | Wyjaśnienie |
| --------------------------------------------------------------------- | --- |
| Złoty                                                                 | Zwycięzca lub mistrzostwo |
| Srebrny                                                               | 2. miejsce lub wicemistrzostwo |
| Brązowy                                                               | 3. miejsce lub II wicemistrzostwo |
| Zielony                                                               | Ukończył, punktował (w klasyfikacji generalnej, gdy zdobył co najmniej jeden punkt na przestrzeni sezonu, poza trzema powyższymi opcjami) |
| Niebieski                                                             | Ukończył, nie punktował (w klasyfikacji generalnej, gdy nie zdobył co najmniej jednego punktu na przestrzeni sezonu)                      |
| Czerwony                                                              | Nie zakwalifikował się (NZ) |
| Czerwony                                                              | Nie prekwalifikował się (NPK) |
| Różowy                                                                | Nie ukończył (NU) |
| Różowy                                                                | Niesklasyfikowany (NS) (w klasyfikacji generalnej, gdy nie został sklasyfikowany w żadnym wyścigu sezonu)                                 |
| Czarny                                                                | Zdyskwalifikowany (DK) |
| Czarny                                                                | Wykluczony (WYK/EX) |
| Biały                                                                 | Nie wystartował (NW) |
| Biały                                                                 | Kontuzjowany (K/INJ) |
| Biały                                                                 | Wyścig odwołany (OD/C) |
| Bez koloru                                                            | Został wycofany (WYC/WD) |
| Bez koloru                                                            | Nie przybył (NP/DNA) |
| Bez koloru                                                            | Nie brał udziału w treningach (NT/DNP) |
| Bez koloru                                                            | Nie został zgłoszony (–) |
| Pogrubienie                                                           | Start z pole position |
| Kursywa                                                               | Najszybsze okrążenie wyścigu |
| †                                                                     | Nie ukończył, ale jego rezultat został zaliczony ze względu na przejechanie więcej niż 90% dystansu wyścigu.                              |
| *                                                                     | Sezon w trakcie |
| 1/2/3                                                                 | Punktowana pozycja w sprincie kwalifikacyjnym                                                                                             |
| Lista systemów punktacji Formuły 1                                    | |

| Rok  | Zespół      | Wyniki w poszczególnych eliminacjach | Wyniki w poszczególnych eliminacjach | Wyniki w poszczególnych eliminacjach | Wyniki w poszczególnych eliminacjach | Wyniki w poszczególnych eliminacjach | Wyniki w poszczególnych eliminacjach | Wyniki w poszczególnych eliminacjach | Wyniki w poszczególnych eliminacjach | Wyniki w poszczególnych eliminacjach | Wyniki w poszczególnych eliminacjach | Wyniki w poszczególnych eliminacjach | Wyniki w poszczególnych eliminacjach | Wyniki w poszczególnych eliminacjach | Wyniki w poszczególnych eliminacjach | Wyniki w poszczególnych eliminacjach | Wyniki w poszczególnych eliminacjach | Wyniki w poszczególnych eliminacjach | Punkty | Pozycja |
| ---- | ----------- | ------------------------------------ | ------------------------------------ | ------------------------------------ | ------------------------------------ | ------------------------------------ | ------------------------------------ | ------------------------------------ | ------------------------------------ | ------------------------------------ | ------------------------------------ | ------------------------------------ | ------------------------------------ | ------------------------------------ | ------------------------------------ | ------------------------------------ | ------------------------------------ | ------------------------------------ | ------ | ------- |
| 2014 | Pons Racing | ITA                                  | ITA                                  | ARA                                  | ARA                                  | MON                                  | BEL                                  | BEL                                  | RUS                                  | RUS                                  | DEU                                  | DEU                                  | HUN                                  | HUN                                  | FRA                                  | FRA                                  | JER                                  | JER                                  | 21     | 19      |
| 2014 | Pons Racing | 9                                    | NU                                   | 14                                   | 11                                   | 10                                   | 12                                   | 9                                    | NU                                   | 18                                   | 14                                   | NU                                   | 16                                   | 5                                    | NU                                   | 14                                   | 7                                    | 15                                   | 21     | 19      |
| 2015 |             | ARA                                  | ARA                                  | MON                                  | BEL                                  | BEL                                  | HUN                                  | HUN                                  | AUT                                  | AUT                                  | UK                                   | UK                                   | DEU                                  | DEU                                  | FRA                                  | FRA                                  | JER                                  | JER                                  | 20     | 15      |
| 2015 | Lotus       | 5                                    | 6                                    | NU                                   | 11                                   | 10                                   | 16                                   | 10                                   | –                                    | –                                    | –                                    | –                                    | –                                    | –                                    | –                                    | –                                    | –                                    | –                                    | 20     | 15      |
| 2015 | Pons Racing | –                                    | –                                    | –                                    | –                                    | –                                    | –                                    | –                                    | NU                                   | NU                                   | –                                    | –                                    | –                                    | –                                    | –                                    | –                                    | –                                    | –                                    | 20     | 15      |

### Podsumowanie
| Sezon | Seria                                         | Zespół                | Wyścigi | PP | Zwycięstwa | Podium | NO | Punkty | Pozycja |
| ----- | --------------------------------------------- | --------------------- | ------- | -- | ---------- | ------ | -- | ------ | ------- |
| 2011  | Północnoeuropejski Puchar Formuły Renault 2.0 | Van Amersfoort Racing | 17      | 0  | 0          | 0      | 0  | 85     | 21      |
| 2012  | Północnoeuropejski Puchar Formuły Renault 2.0 | MP Manor Motorsport   | 20      | 0  | 0          | 0      | 1  | 161    | 11      |
| 2012  | Europejski Puchar Formuły Renault 2.0         | Manor MP Motorsport   | 12      | 0  | 0          | 0      | 0  | 0      | 32      |
| 2013  | Auto GP World Series                          | Manor MP Motorsport   | 16      | 0  | 0          | 0      | 1  | 57     | 9       |
| 2014  | Formuła Renault 3.5 Sezon 2014                | Pons Racing           | 17      | 0  | 0          | 1      | 0  | 21     | 19      |
| 2015  | Formuła Renault 3.5                           | Lotus                 | 9       | 0  | 0          | 1      | 0  | 20     | 15      |
| 2015  | Formuła Renault 3.5                           | Pons Racing           | 9       | 0  | 0          | 1      | 0  | 20     | 15      |
| 2015  | Seria GP2                                     | MP Motorsport         | 1       | 0  | 0          | 0      | 0  | 0      | NS      |
| 2015  | Renault Sport Trophy Elite Class              | V8 Racing             | 2       | 0  | 0          | 1      | 0  | 0      | NS†     |
| 2015  | Renault Sport Endurance Trophy                | V8 Racing             | 1       | 0  | 0          | 0      | 0  | 0      | NS†     |